# Zweifarbige Wegameise
|  | Dieser Artikel wurde aufgrund von formalen oder inhaltlichen Mängeln in der Qualitätssicherung Biologie zur Verbesserung eingetragen. Dies geschieht, um die Qualität der Biologie-Artikel auf ein akzeptables Niveau zu bringen. Bitte hilf mit, diesen Artikel zu verbessern! Artikel, die nicht signifikant verbessert werden, können gegebenenfalls gelöscht werden. Lies dazu auch die näheren Informationen in den Mindestanforderungen an Biologie-Artikel. |

Die Zweifarbige Wegameise, wissenschaftlich bekannt als Lasius emarginatus, ist eine Art aus der Familie der Formicidae, die in Europa weit verbreitet ist. Diese Ameisenart ist besonders für ihr auffälliges Aussehen bekannt, das durch die zwei unterschiedlichen Farben der Arbeiterinnen geprägt ist. Typischerweise haben die Ameisen einen hellbraunen bis gelblichen Körper, während der Kopf und die Beine dunkler gefärbt sind.

## Lebensraum und Verbreitung
Lasius emarginatus ist vor allem in Wäldern, Parkanlagen und Gärten anzutreffen. Sie bevorzugt feuchte, schattige Lebensräume, wo sie Nester in der Erde oder unter Steinen bauen. Die Art ist in vielen Teilen Europas verbreitet und kann auch in städtischen Gebieten vorkommen.

## Lebensweise und Verhalten
Die Zweifarbige Wegameise ist eine soziale Insektenart, die in Kolonien lebt, die aus mehreren tausend Individuen bestehen können. Ihre Nester sind oft unterirdisch und bestehen aus einem komplexen Netzwerk von Gängen und Kammern. Die Arbeiterinnen sind für die Nahrungssuche, die Pflege der Larven und den Nestbau verantwortlich. Sie ernähren sich vorwiegend von zuckerhaltigen Substanzen, die sie bei der Futtersuche finden, und sind auch dafür bekannt, Blattläuse zu hüten, um deren Honigtau zu ernten.